# Rivotorto
Rivotorto è una frazione del comune di Assisi (PG).
Situato ai piedi del monte Subasio (a 211 m s.l.m.), Rivotorto dista solo 3 km dalla città di Assisi e conta 1 284 abitanti (dati ISTAT 2001), che lo rendono una delle frazioni più popolate del territorio. Nella tradizione locale e nei comuni vicini, il paese è noto anche con il nome di Rigobello.

## Storia

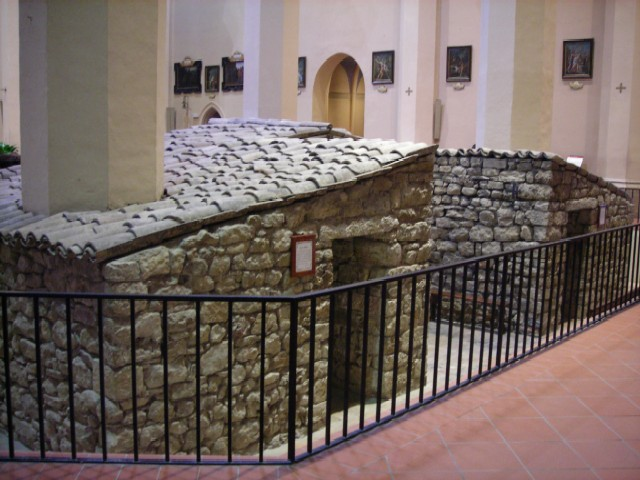
Il tugurio di san Francesco.

Il nome deriva dal rivo, un ruscello tutt'altro che lineare (torto, storto) che scorre in prossimità del Santuario omonimo.
A Rivotorto si sono svolti parecchi episodi della vita di san Francesco, agli inizi del XIII secolo. Il padre di Francesco, Pietro di Bernardone, possedeva diverse terre in zona e Francesco, quando decise di abbandonare la vita agiata, dimorò a lungo nel tugurio, un basso edificio in pietra coperto da frasche, i cui presunti resti sono ora custoditi all'interno della grande chiesa di Rivotorto.
Quando venne aperto il collegamento postale tra Firenze e Roma (nel XIX secolo), il paese ospitava una locanda di sosta, denominata per l'appunto osteriola: attorno ad essa ed alla strada statale 75 si è sviluppato il nucleo odierno del paese.

## Economia e manifestazioni
L'agricoltura ha costituito, nel passato, il fulcro delle attività commerciali, in particolare legate all'orto-floro-vivaismo. A livello industriale, si annoverano un certo numero di imprese operanti nel settore del legno, del cemento e della maglieria.
Nel mese di agosto vi si tiene la sagra denominata Rassegna degli antichi sapori.

## Monumenti e luoghi d'interesse

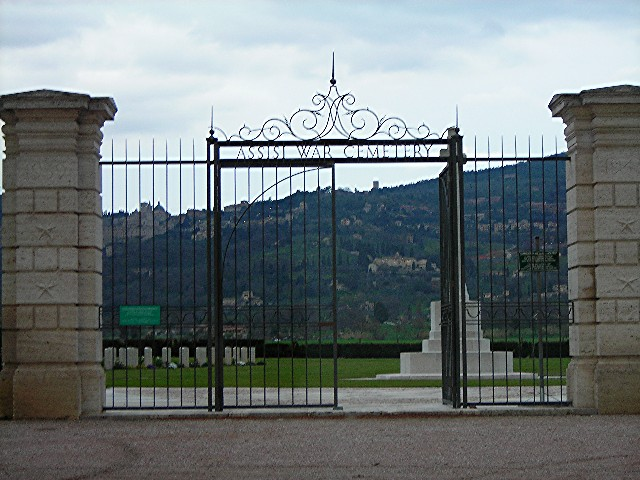
Il cimitero degli Alleati.

- Santuario di Rivotorto (XV secolo), ampliato nel XVII secolo e nel XIX secolo (in seguito al terremoto del 1854, che lo distrusse quasi completamente) in stile neogotico. La grande chiesa conserva al suo interno il Sacro Tugurio, che si dice sia stata una delle prime "dimore" di san Francesco. All'interno si trovano anche delle tele del pittore orvietano Cesare Sermei (XVII secolo). Accanto alla chiesa sorge un convento con un ampio chiostro.
- Cimitero Militare del Regno Unito e del Commonwealth  (Assisi War Cemetery), il più grande cimitero dei britannici in Umbria, sorto alla fine della II guerra mondiale.
- Chiesa della SS. Trinità (XI sec.) su edificio di età romana con abside affrescata.
- Oratorio di San Giovanni Battista con tre affreschi di autore ignoto, tra i quali uno datato 1595 attribuibile a Vincenzo Giorgetti.[1]
- Ex chiesa di San Pietro della Spina (XI sec.) inglobata in seguito in una casa colonica e utilizzata fino ai primi del '900 ed oggi utilizzata come magazzino di attrezzature agricole da famiglia di Rivotorto.
- Chiesa di Santa Maria Maddalena, romanica del XII sec., ai confini di Rivotorto, sulla strada che conduce a Santa Maria degli Angeli ex lebbrosario di San Lazzaro dell'Arce, frequentato anche da san Francesco, di cui oggi resta solo la cappella con la facciata in pietra e il campanile. Abside con affresco del Seicento.
- Chiesa di San Rufino in Arce poco distante dalla Maddalena verso Castelnuovo inglobata in una casa colonica, con affreschi del XV-XVI sec. scoperti nei restauri degli anni '90.

## Sport

### Associazioni sportive
- Rivoc5 (calcio a 5) milita nel campionato regionale di serie C2 girone A (metà classifica - obiettivo playoff);
- La Rivo Subasio gioca in Prima Categoria, girone C;
- Rivotorto volley femminile;
- u.c. Rivotortese;
- s.c.d grifoni (calcio a 5) milita nel campionato nazionale di serie B.